# تشارلز إل. بريغز
تشارلز إل. بريغز (بالإنجليزية: Charles L. Briggs)‏ هو عالم إنسان أمريكي، ولد في 8 أبريل 1953.